# Хуана Антонија (Виљануева)
Хуана Антонија (шп. Juana Antonia) насеље је у Мексику у савезној држави Закатекас у општини Виљануева. Насеље се налази на надморској висини од 1818 м.

## Становништво
Према подацима из 2010. године у насељу је живело 7 становника.

### Хронологија
| Година       | 2000       | 2005      | 2010 |
| ------------ | ---------- | --------- | ---- |
| Становништво | 16 (7 / 9) | 9 (3 / 6) | 7    |

### Попис
| # | Индикатор                     | Вредност |
| - | ----------------------------- | -------- |
| 1 | Укупно домаћинстава           | 3        |
| 2 | Укупно насељених домаћинстава | 2        |
| 3 | Величина локације             | 1        |